# みよし市立三吉小学校
みよし市立三吉小学校（みよししりつ みよししょうがっこう）は、愛知県みよし市三好町にある公立小学校。市内で5番目に開校した小学校である。

## 沿革
- 1980年（昭和55年） - 三好町立中部小学校より分離し、三好町立三吉小学校として開校。
- 2010年（平成22年）1月4日 - 三好町の市制施行により、みよし市立三吉小学校と校名変更。

## 卒業後の進路
公立中学校に進学する場合の進学先はみよし市立三好中学校である。

## 交通アクセス
- 名鉄バス「三好上」バス停下車、徒歩約15分。

## 周辺
- トヨタ自動車 明知工場
- 保田ヶ池
- みよし市立三好中学校
- みよし市立中部小学校
- 愛知県道54号豊田知立線